# Крофорд (Мен)
Крофорд (англ. Crawford) — місто (англ. town) в США, в окрузі Вашингтон штату Мен. Населення — 93 особи (2020).

## Демографія
Згідно з переписом 2010 року, у місті мешкало 105 осіб у 48 домогосподарствах у складі 32 родин. Було 118 помешкань
Расовий склад населення:
| - 100,0 % — білих |

До двох чи більше рас належало 0,0 %. Частка іспаномовних становила 1,9 % від усіх жителів.
За віковим діапазоном населення розподілялося таким чином: 17,1 % — особи молодші 18 років, 60,0 % — особи у віці 18—64 років, 22,9 % — особи у віці 65 років та старші. Медіана віку мешканця становила 50,5 року. На 100 осіб жіночої статі у місті припадало 81,0 чоловіків;  на 100 жінок у віці від 18 років та старших — 85,1 чоловіків також старших 18 років.
Середній дохід на одне домашнє господарство  становив 70 259 доларів США (медіана — 57 750), а середній дохід на одну сім'ю — 83 873 долари (медіана — 59 000). За межею бідності перебувало 9,6 % осіб, у тому числі 0,0 % дітей у віці до 18 років та 0,0 % осіб у віці 65 років та старших.
Цивільне працевлаштоване населення становило 22 особи. Основні галузі зайнятості: освіта, охорона здоров'я та соціальна допомога — 50,0 %, транспорт — 22,7 %, публічна адміністрація — 9,1 %, сільське господарство, лісництво, риболовля — 9,1 %.